# La notte è un'alba/L'impossibile
La notte è un'alba/L'impossibile è un singolo del cantautore Red Canzian, pubblicato il 4 maggio 2018 come secondo estratto dal terzo album in studio Testimone del tempo.

## Descrizione
Si tratta di un doppio singolo contenente due brani definiti «molto validi» dallo stesso musicista. Il brano L'impossibile era già stato reso disponibile per l'airplay radiofonico a partire dal 17 aprile, mentre La notte è un'alba è stato trasmesso nelle radio italiane a partire dal 25 maggio.

## Tracce
- Lato A

1. La notte è un'alba – 4:27 (Bruno Canzian, Ermal Meta, Philipp Mersa)

- Lato B

1. L'impossibile – 3:53 (Bruno Canzian, Miki Porru)